# Pimelodella elongata
Pimelodella elongata är en fiskart som först beskrevs av Günther, 1860.  Pimelodella elongata ingår i släktet Pimelodella och familjen Heptapteridae. Inga underarter finns listade i Catalogue of Life.